# 내 사랑의 별들
《내 사랑의 별들》(我的爱与星辰)은 2022년 방송되었던 중국의 드라마이다.

## 줄거리
- 신진이 신인 가수 안샤오위의 보조역할로 일선에서 추락하면서 사업이 이중으로 타격을 입고 강인해진 그가 어떻게 역풍을 타고 정상을 되찾을 수 있었는지, 이상해 보이는 별과 안샤오위는 어떻게 어려운 처지에서 서로의 빛을 보고 함께 할 수 있을까.남자 주인공은 정리벽 천재 뮤지션으로, 성격 좋은 여자 주인공을 만나면서 불꽃이 튀고 달달하고 감정의 길을 걷게 된다.

## 등장인물
- 야오치 (姚弛) - 안샤오위 역
- 장난 (张楠) - 신천 역
- 쑹팡위안 - 핑웨이량 역
- 서봉 (Jason) - 웬량 역
- 양락 (杨诺) - 우톈밍 역
- 두용주 (杜容宙) - 유안톈야오 역
- 순기 (淳琪) - 엘사 역
- 고천니 (高天妮) - 커유룡 역
- 채흔양 (蔡欣洋) - 페이인화 역